# Thüringer Fahnenfabrik

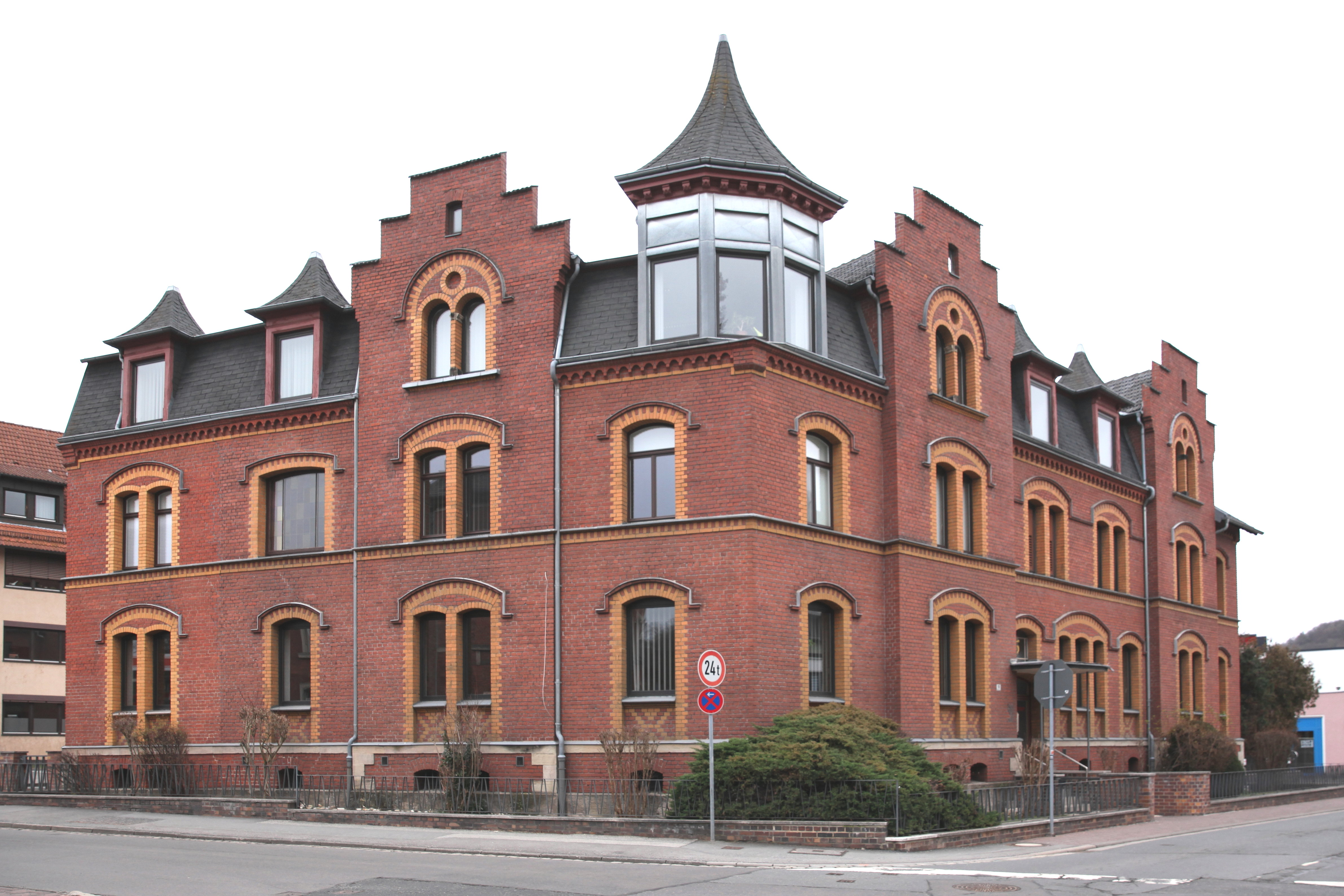
Ehemaliges Gebäude der Thüringer Fahnenfabrik in Coburg

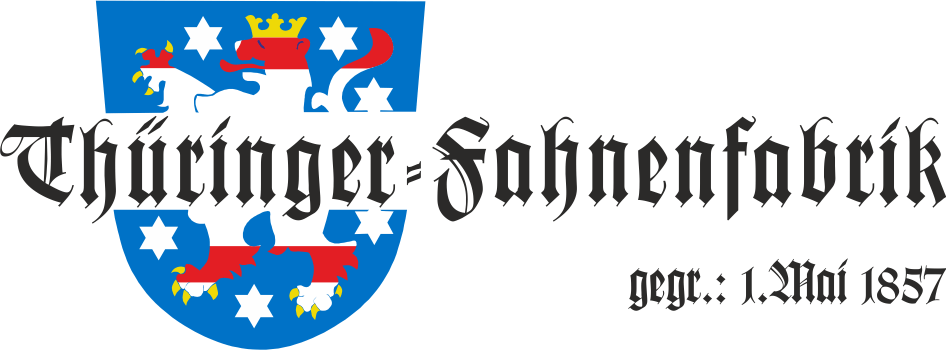
Thüringer Fahnenfabrik GmbH

Die Thüringer Fahnenfabrik in Erfurt ist eine der ältesten Fahnenhersteller Europas. 

## Geschichte

Werbung der Thüringer Fahnenfabrik, Kunststickerei-Anstalt Chr. Heinrich Arnold in Coburg (1910)

Zeichnerei der Fabrik an der Callenberger Straße 18 in Coburg

Stickerei der Fabrik an der Callenberger Straße

Stickerei der Fabrik

Das Unternehmen Thüringer Fahnenfabrik Chr. Heinr. Arnold wurde am 1. Mai 1857 von Christian Heinrich Arnold in Sonneberg gegründet wurde und zog im selben Jahr nach Coburg. Mit dem seltenen Handwerk der Gebildsticker wurden Fahnen für staatliche und militärische Zwecke wie Standarten hergestellt. Auf Grund des Erfolges wurde der Inhaber zum Herzoglich Coburg'schen Hoflieferanten ernannt. Nach Christian Heinrich Arnold ging das Unternehmen 1901 in den Besitz von Willy Heinrich Schneider über. Als Inhaber erhielt er den k.u.k. Hoflieferantentitel.
Die Wirren nach dem Ersten Weltkrieg überstand die Fahnenfabrik in der Callenberger Straße 18 und produzierte auch während des Zweiten Weltkrieges.
1957 übernahm August Koch das Unternehmen und verschmolz es mit dem eigenen Betrieb in der Querstraße, den sein Vater 1925 gegründet hatte. In der Coburger Fahnenfabrik August Koch & Sohn wurde in den 1970er Jahren die Drucktechnik mit Magnetbalken eingeführt. Nach dem Tod von August Koch 1976 übernahm der Sohn Hartmut Koch das elterliche Unternehmen und gründete die Firma Bayerische Flaggendruckerei als Tochterunternehmen. Nach der Wende wurde die Thüringer Fahnenfabrik am 10. Mai 1991 in Erfurt als GmbH wieder belebt. 2002 wurde von Fahnen Koch ein Produktionsstandort in Eisfeld in Thüringen aufgemacht. Das Unternehmen hatte größere Druckanlagen und neue Nähmaschinen für die Herstellung.
Die Söhne Carsten und Christian Koch sollten in die Firma einsteigen und das elterliche Unternehmen übernehmen. Doch am 5. August 2012 verunglückte Christian Koch tödlich bei einem Flugzeugabsturz in Niederfüllbach bei Coburg. Im Frühjahr 2013 stellte die Fahnen Koch Koch-Design Coburger Fahnenfabrik Bayerische Flaggendruckerei GmbH, die noch fünf Mitarbeiter hatte, einen Insolvenzantrag. Im Januar 2014 schaffte es die Familie Koch mit ihrer noch verbliebenen Firma Thüringer Fahnenfabrik in Erfurt, Fahnen Koch Coburg wieder zurückzugewinnen und die Zusammenführung beider Firmen einzuleiten. Die Leitung des Unternehmens übernahm 2015 Karin Koch, Ehefrau von Hartmut Koch. Der Produktionsstandort Erfurt wurde zeitgleich aufgegeben.
Seither ist die Firma unter dem Namen „Fahnen Koch Thüringer Fahnenfabrik GmbH“ auf dem Fahnenmarkt aktiv. Das Wissen über die Stickkunst, die Erfahrung und die Ausbildung, sowie übernommene Mitarbeiter bringen hochwertigste Stickkunst hervor. Die Fahnen der Fabrik sind komplett heimische Erzeugnisse und produziert in Coburg. Abgesehen von der Herstellung in gestickter oder gedruckter Form von Fahnen und Wimpeln macht das Unternehmen auch Restaurierungen.